# الجدل حول الثورة

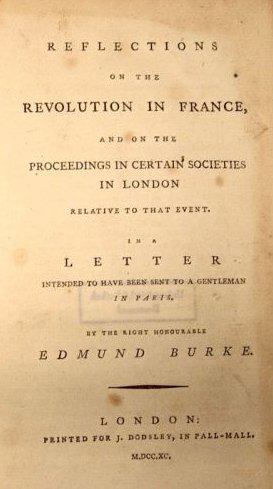

كان الجدل حول الثورة نقاشًا بريطانيًا حول الثورة الفرنسية، استمر من عام 1789 إلى عام 1795. بدأت حرب البيانات بشكل جدي بعد نشر تأملات إدموند بيرك حول الثورة في فرنسا (1790)، والتي دعمت الأرستقراطية الفرنسية بشكل مثير للدهشة. ولأنه دعم المستعمرين الأمريكيين في تمردهم ضد إنجلترا، فقد أرسلت وجهات نظره موجة صدمة عبر البلاد. ردّ العديد من الكتاب مدافعين عن الثورة في فرنسا، كان من بينهم توماس باين، وماري وولستونكرافت، ووليام جودوين. يسمّي ألفريد كوبان الجدال الذي اندلع «ربما آخر نقاش حقيقي لأساسيات السياسة» في بريطانيا. سوف تصبح المواضيع التي طرحها أولئك الذين ردّوا على تصريحات بورك سمة أساسية لكل من الحركة العمالية المتطرفة في بريطانيا في القرن التاسع عشر والرومانتيكية. احتفل معظم البريطانيين باقتحام سجن الباستيل عام 1789، معتقدين أن الملكية الفرنسية يجب أن تُحجّم عبر شكل أكثر ديمقراطية من الحكم. مع ذلك، بحلول ديسمبر من العام 1795 وبعد عهد الإرهاب والحرب مع فرنسا كان ما يزال هناك القليل في بريطانيا ممن يدعمون القضية الفرنسية.

## تأملات إدموند بورك
ردًا على عظة بعنوان «حول حب بلادنا» ألقاها رجل الدين المنشق ريتشارد برايس، ودافع فيها عن الثورة الفرنسية، نشر بورك كتابه «تأملات حول الثورة في فرنسا» في محاولة لدفع الحجج الداعمة للحكومة الأرستقراطية الحالية. بما أن بورك كان جزءًا من حزب المحافظين الليبرالي في السابق، وكان من منتقدي القوة الملكية، ومن المؤيدين للثوريين الأمريكيين، ومن منتقدي الفساد الحكومي في الهند، توقع معظم متابعيه في بريطانيا أن يدعم الثوريين الفرنسيين. صُدمت الجماهير، وثار غضب أصدقائه وأنصاره عندما نشر كتابه. باع كتاب بيرك 30000 نسخة خلال عامين. دافع كتاب التأملات عن «المفاهيم الأرستقراطية عن الأبوية، والوفاء، والفروسية، والمبدأ الوراثي، والملكية الفردية».
انتقد بيرك وجهة نظر العديد من المفكرين والكتاب البريطانيين الذين رحبوا بالمراحل الأولى من الثورة الفرنسية. في الوقت الذي رأى فيه المتطرفون أن الثورة الفرنسية تشبه الثورة المجيدة في بريطانيا عام 1688 والتي قيدت صلاحيات الملكية، جادل بورك بأن التشبيه التاريخي المناسب كان الحرب الأهلية الإنجليزية (1642-1651) التي أعدم فيها تشارلز الأول عام 1649، معتبرًا أن الثورة الفرنسية هي بمثابة إطاحة عنيفة بحكومة شرعية، ومتحججًا بأن المواطنين ليس لهم الحق في الإطاحة بحكومتهم. قال بورك أن الحضارات والحكومات هي نتيجة الإجماع الاجتماعي والسياسي في آن، لأن تقاليدها لا يمكن الطعن فيها، وإلا فالنتيجة ستكون الفوضى.

## الردود
دافع الراديكاليون أمثال وليام جودوين، وتوماس باين، وماري وولستونكرافت عن الجمهوريين والاشتراكية الزراعية والفوضوية. أكد معظم من أصبحوا متطرفين على نفس المواضيع، وهي «الشعور بالحرية الشخصية واستقلال الذات» و«الإيمان بالفضيلة المدنية»، و«بغض الفساد»، ومعارضة الحرب، وانتقاد الملكية والأرستقراطية، ورغبة الأخيرة بسحب السلطة من مجلس العموم لبريطانيا العظمى. نشر جوزيف جونسون العديد من أعمالهم فسُجن في النهاية بسبب أعماله المثيرة للفتنة.
كانت ولستونكرافت متأثرة جدًا بالأفكار التي حصلت عليها من عظات برايس في كنيسة نيونينجتون جرين التوحيدية. نبتت هذه البذور رسالة موجهة للوزير المبجل بروك تحمل عنوان «الدفاع عن حقوق الرجال» لتمثل ردًا على إدانة معلمها.
ترك هذا النقاش المزيد من الموروثات. كُتِبَ عمل ولستونكرافت الأشهر، «الدفاع عن حقوق المرأة» عام 1792 بروح العقلانية التي تمثل امتدادًا لحجج برايس حول المساواة للمرأة. أشارت آنا ليتيتيا باربولد، وهي كاتبة غزيرة الإنتاج تحظى بإعجاب صامويل جونسون، ووليام ووردزورث، وزوجة الوزير في نيوينغتون جرين، إلى عمل بيرك وإلى خصومه في كتابها «خطايا الحكومة، خطايا الأمة» عام 1793.